# Mistrovství Evropy ve volejbale mužů 1999
21. mistrovství Evropy ve volejbale mužů se konalo ve dnech 7. – 12. 9. v Rakousku.
Turnaje se zúčastnilo 8 týmů, rozdělených do dvou čtyřčlenných skupin. První dvě družstva postoupila do play off, týmy na třetím a čtvrtém místě hrály o páté až osmé místo. Mistrem Evropy se stali volejbalisté Itálie.

## Kvalifikace
| Pořadatel - Rakousko | Postup z Kvalifikace - Bulharsko - Česko - Francie - Itálie - Jugoslávie - Nizozemsko - Rusko |

## Výsledky a tabulky

### Základní část

#### Skupina A (Vídeň)
| Datum   | Čas   | Zápas                | Výsledek | Sety  | Sety  | Sety  | Sety  | Sety | Míče  |
| Datum   | Čas   | Zápas                | Výsledek | 1     | 2     | 3     | 4     | 5    | Míče  |
| ------- | ----- | -------------------- | -------- | ----- | ----- | ----- | ----- | ---- | ----- |
| 7. září | 17:00 | Rusko - Bulharsko    | 3:1      | 17:25 | 25:13 | 25:16 | 25:20 |      | 92:74 |
| 7. září | 19:30 | Itálie - Rakousko    | 3:0      | 25:12 | 25:16 | 25:19 |       |      | 75:47 |
| 8. září | 17:00 | Itálie - Bulharsko   | 3:0      | 25:21 | 25:21 | 25:23 |       |      | 75:65 |
| 8. září | 19:30 | Rusko - Rakousko     | 3:0      | 25:19 | 25:13 | 25:22 |       |      | 75:54 |
| 9. září | 17:00 | Rusko - Itálie       | 3:1      | 25:20 | 22:25 | 25:18 | 25:20 |      | 97:83 |
| 9. září | 19:30 | Bulharsko - Rakousko | 3:0      | 25:22 | 25:23 | 25:15 |       |      | 75:60 |

| Poř | Země      | Body | Zápasy | Výhry | Prohry | Sety | Ratio | Míče    | Ratio |
| --- | --------- | ---- | ------ | ----- | ------ | ---- | ----- | ------- | ----- |
| 1.  | Rusko     | 6    | 3      | 3     | 0      | 9:2  | 4.500 | 264:211 | 1.251 |
| 2.  | Itálie    | 5    | 3      | 2     | 1      | 7:3  | 2.333 | 233:209 | 1.115 |
| 3.  | Bulharsko | 4    | 3      | 1     | 2      | 4:6  | 0.667 | 214:227 | 0.943 |
| 4.  | Rakousko  | 3    | 3      | 0     | 3      | 0:9  | 0.000 | 161:225 | 0.716 |

#### Skupina B (Vídeňské Nové Město)
| Datum   | Čas   | Zápas                   | Výsledek | Sety  | Sety  | Sety  | Sety  | Sety  | Míče    |
| Datum   | Čas   | Zápas                   | Výsledek | 1     | 2     | 3     | 4     | 5     | Míče    |
| ------- | ----- | ----------------------- | -------- | ----- | ----- | ----- | ----- | ----- | ------- |
| 7. září | 17:00 | Jugoslávie - Česko      | 3:1      | 25:20 | 25:14 | 24:26 | 25:22 |       | 99:82   |
| 7. září | 19:30 | Francie - Nizozemsko    | 3:0      | 26:24 | 27:25 | 30:28 |       |       | 83:77   |
| 8. září | 17:00 | Jugoslávie - Francie    | 3:1      | 25:12 | 25:17 | 25:27 | 25:17 |       | 100:73  |
| 8. září | 19:30 | Česko - Nizozemsko      | 3:2      | 19:25 | 25:20 | 17:25 | 25:23 | 18:16 | 104:109 |
| 9. září | 17:00 | Jugoslávie - Nizozemsko | 1:3      | 25:17 | 21:25 | 21:25 | 22:25 |       | 89:92   |
| 9. září | 19:30 | Česko - Francie         | 3:2      | 26:24 | 25:19 | 20:25 | 23:25 | 15:13 | 109:106 |

| Poř | Země       | Body | Zápasy | Výhry | Prohry | Sety | Ratio | Míče    | Ratio |
| --- | ---------- | ---- | ------ | ----- | ------ | ---- | ----- | ------- | ----- |
| 1.  | Jugoslávie | 5    | 3      | 2     | 1      | 7:5  | 1.400 | 288:247 | 1.166 |
| 2.  | Česko      | 5    | 3      | 2     | 1      | 7:7  | 1.000 | 295:314 | 0.939 |
| 3.  | Francie    | 4    | 3      | 1     | 2      | 6:6  | 1.000 | 262:286 | 0.916 |
| 4.  | Nizozemsko | 4    | 3      | 1     | 2      | 5:7  | 0.714 | 278:276 | 1.007 |

### Play off (Vídeň)

#### Semifinále
| 11. září | 16:00 | Jugoslávie - Itálie | 1:3 | 17:25 | 22:25 | 26:24 | 22:25 |  | 87:99 |
| 11. září | 18:30 | Rusko - Česko       | 3:0 | 25:21 | 25:15 | 25:13 |       |  | 75:49 |

#### Finále
| 12. září | 18:30 | Itálie - Rusko | 3:1 | 19:25 | 25:17 | 25:22 | 30:28 |  | 98:91 |

#### O 3. místo
| 12. září | 16:00 | Jugoslávie - Česko | 3:0 | 25:17 | 25:19 | 25:23 |  |  | 75:59 |

#### O 5. - 8. místo
| 11. září | 9:30  | Nizozemsko - Bulharsko | 3:0 | 25:17 | 25:19 | 25:18 |  |  | 75:54 |
| 11. září | 12:00 | Francie - Rakousko     | 3:0 | 25:15 | 25:23 | 27:25 |  |  | 77:63 |

#### O 5. místo
| 12. září | 12:00 | Nizozemsko - Francie | 3:2 | 25:21 | 23:25 | 22:25 | 25:23 | 23:21 | 118:115 |

#### O 7. místo
| 12. září | 9:30 | Bulharsko - Rakousko | 3:0 | 25:23 | 25:19 | 25:15 |  |  | 75:57 |

## Mistři Evropy
1.  Itálie
| - Marco Bracci - Mirko Corsano - Andrea Gardini - Andrea Giani | - Leondino Giombini - Pasquale Gravina - Marco Meoni - Luigi Mastrangelo | - Samuele Papi - Simone Rosalba - Andrea Sartoretti - Paolo Tofoli |

Trenér: Andrea Anastasi

## Konečné pořadí
| 21.              | Mistrovství Evropy 1999 | Z | V | P | Sety | B |
| ---------------- | ----------------------- | - | - | - | ---- | - |
| Zlatá medaile    | Itálie                  | 5 | 4 | 1 | 13:5 | 9 |
| Stříbrná medaile | Rusko                   | 5 | 4 | 1 | 13:5 | 9 |
| Bronzová medaile | Jugoslávie              | 5 | 3 | 2 | 11:8 | 8 |
| 4.               | Česko                   | 5 | 2 | 3 | 7:13 | 7 |
| 5.               | Nizozemsko              | 5 | 3 | 2 | 11:9 | 8 |
| 6.               | Francie                 | 5 | 2 | 3 | 11:9 | 7 |
| 7.               | Bulharsko               | 5 | 2 | 3 | 3:7  | 7 |
| 8.               | Rakousko                | 5 | 0 | 5 | 0:15 | 5 |